# Oswaldo Payá
Oswaldo José Payá Sardiñas (* 29. Februar 1952 in Havanna; † 22. Juli 2012 in La Gabina, Municipio Bayamo) war ein kubanischer Bürgerrechtler und Aktivist der kubanischen Opposition.
Er engagierte sich seit 1988 als Führungsfigur in der Demokratiebewegung seines Landes, nachdem er sich bereits zuvor innerhalb der katholischen Kirche an landesweiten Diskussionen zum gesellschaftlichen Wandel beteiligt hatte. Payá war einer der Initiatoren des Proyecto Varela, bei dem im Rahmen der kubanischen Verfassung Unterschriften für ein Referendum für die gesetzliche Festschreibung von Menschenrechten und freien Wahlen gesammelt wurden. Auch am „Nationalen Dialog“, der zur Ausarbeitung des Programa Todos Cubanos als politisches Zukunftsmodell führte, war Payá maßgeblich beteiligt. Im Ausland wurde er für sein Engagement mehrfach ausgezeichnet. Im Inland wurde er von der Regierung angefeindet, erreichte mit den von ihm angestoßenen Initiativen jedoch mehr offene Unterstützer als jede andere oppositionelle Bewegung innerhalb Kubas.

## Leben

### Jugend und Familie
Oswaldo Payá stammte aus einer katholisch geprägten Familie. Er war das fünfte von sieben Kindern der Eheleute Alejandro Payá und Iradia Sardiñas. Als Jugendlicher lehnte er es ab, der Partido Comunista de Cuba (PCC) oder einer ihrer Jugendorganisationen beizutreten. Mit 16 Jahren musste er seinen Wehrdienst bei der kubanischen Armee antreten. Als er sich weigerte, an einem Transport politischer Gefangener mitzuwirken, wurde er zu drei Jahren Zwangsarbeit auf der Isla de Pinos (1978 in Isla de la Juventud umbenannt) verurteilt. Payá selbst führte die Strafe auf die Weigerung zurück, seinen religiösen Überzeugungen abzuschwören. Später studierte Payá an der Universität Havanna: Zunächst machte er einen Abschluss als Physiklehrer, anschließend zum Ingenieur in Telekommunikationstechnik. Anschließend arbeitete er in einem staatlichen Unternehmen, in dem er für die Wartung und Reparatur elektronischer Geräte im medizinischen Bereich zuständig war. Im Gegensatz zu den meisten kubanischen Dissidenten wurde ihm sein staatlicher Arbeitsplatz von den Behörden trotz seiner politischen Aktivität weder entzogen, noch wollte er ihn selbst aufgeben. Neben der kubanischen besaß Payá auch die spanische Staatsangehörigkeit.
Payá war verheiratet und hinterließ drei erwachsene Kinder. Seine Witwe, Ofelia Acevedo, engagiert sich ebenfalls in der Führung der von Payá gegründeten christdemokratischen Oppositionsbewegung Movimiento Cristiano Liberación (MCL).

### Aktivität innerhalb der Kirche
Seit seiner frühen Jugend engagierte sich Payá in der Katholischen Kirche, zunächst ausschließlich in seiner lokalen Gemeinde „El Salvador del Mundo“ in Havannas Stadtteil Cerro. Hier schloss er sich der katholischen Jugendgruppe an, wurde Katechet und in den Gemeindevorstand gewählt. Payá beteiligte sich in den 1980er Jahren am „kirchlichen Reflexionsprozess“ (Reflexión Eclesial Cubana, REC), einer Initiative, mit der die katholische Kirche in Kuba ihre unter staatlichem Druck zugespitzte Existenzkrise zu analysieren und zu lösen versuchte, und nahm 1986 als Delegierter seines Vikariats am ersten landesweiten Kirchentreffen teil (Encuentro Nacional Eclesial Cubano, ENEC), in das der Prozess mündete. 1986 gründete er in seiner Gemeinde einen Gesprächskreis zur „Kubanischen Gedankenwelt“, einen Vorläufer seiner politischen Bewegung, und produzierte wenig später gemeinsam mit anderen Laien die in verschiedenen Gemeinden verteilte Zeitschrift „Pueblo de Dios“ (deutsch: Gottes Volk), die sich mit Fragen der Freiheit und Menschenrechte von einem christlichen Standpunkt aus beschäftigte.

### Politik

#### Christliche Befreiungsbewegung MCL
Oswaldo Payá war 1988 Gründungsmitglied des Movimiento Cristiano Liberación (MCL). Dabei handelt es sich um eine von weltlich orientierten Katholiken gegründete politische Bewegung mit dem Ziel, die Menschen- und Bürgerrechtssituation in Kuba zu verbessern.
1992 erklärte Payá seine Absicht, als Abgeordneter für die Asamblea Nacional del Poder Popular zu kandidieren. Zwei Tage vor der Kandidatenauswahl wurde er von der Polizei verhaftet und in einem Zentrum der Komitees zur Verteidigung der Revolution festgehalten und bedroht. An der Teilnahme an der für seinen Bezirk zuständigen Versammlung zur Kandidatenaufstellung wurde er gehindert, sie fand hinter verschlossenen Türen statt und endete nach wenigen Minuten.
Die MCL ist die bekannteste parteiähnliche Oppositionsgruppe in Kuba und Mitglied der Christlich Demokratischen Internationale (CDI). Einen harten Rückschlag erlitt die MCL durch die Verhaftungen und Verurteilungen von rund zwei Dutzend ihrer wichtigsten Aktivisten im Frühjahr 2003 (Payá blieb damals verschont). Nach vorzeitiger Freilassung (und mehrheitlicher Ausreise ins Exil nach Spanien) der bis zu acht Jahre lang Inhaftierten nahm im Lauf des Jahres 2011 die Zahl der Maßnahmen staatlicher Repression zu, mit denen Versammlungen von Mitgliedern der MCL verhindert werden sollten, dabei gab es insbesondere zahlreiche vorübergehende Festnahmen.

#### Proyecto Varela
Zusammen mit anderen Mitgliedern des Movimiento Cristiano Liberación gründete Oswaldo Payá 1998 das Proyecto Varela, das vor allem mit seinem Namen verbunden wurde. Das Proyecto Varela begann Anfang 2001 mit der Sammlung von Unterschriften, um ein Referendum über Gesetzesänderungen durchführen zu können. Sofern sich im Referendum die Mehrheit der Kubaner dafür ausgesprochen hätte, hätten diese Änderungen gemäß dem Aufruf zu Versammlungs-, Meinungs- und Pressefreiheit, freien Wahlen, unternehmerischer Freiheit und einer Amnestie für die politischen Gefangenen geführt.
Die kubanische Verfassung sieht ein Referendum über Gesetzesvorschläge vor, wenn mindestens 10.000 registrierte Bürger dies mit ihrer Unterschrift unterstützen. Payá legte 2002 der Nationalversammlung 11.020 Unterschriften vor, 2004 präsentierte er 14.000 weitere Unterschriften. Die Nationalversammlung ignorierte die Vorschläge jedoch unter Missachtung der Verfassung. Die von Fidel Castro verfügte Unterschriftensammlung zur Verfassungsänderung, in deren Folge per alternativloser Volksabstimmung im Juni 2002 der „Sozialismus und das revolutionäre politische und wirtschaftliche System“ als unabänderlich festgelegt wurde, wurde allgemein als Antwort auf das Proyecto Varela verstanden, auch wenn Castro selbst dies zurückwies.
Keine andere oppositionelle Initiative zuvor oder seitdem hat innerhalb Kubas eine vergleichbare Anzahl an Unterstützern mobilisieren können, wodurch Payá eine herausgehobene Position unter den kubanischen Dissidenten erlangte, von denen viele der kubanischen Bevölkerung weitestgehend unbekannt sind. Für die nationale Bekanntheit des Proyecto Varela sorgte in besonderer Weise der Friedensnobelpreisträger und ehemalige US-Präsident Jimmy Carter, der die Initiative in einer vom kubanischen Fernsehen live übertragenen Ansprache an das kubanische Volk ausführlich erwähnte, die ihm die kubanische Regierung auf seinen Wunsch hin anlässlich eines Besuches auf Kuba im Mai 2002 gestattet hatte – die einzige kritische Ansprache eines ausländischen Staatsmannes in den kubanischen Medien in der Geschichte der kubanischen Revolution.
Von den 78 Dissidenten, die 2003 im Rahmen des sogenannten „Schwarzen Frühlings“ innerhalb weniger Tage verhaftet und später zu bis zu 28-jährigen Gefängnisstrafen verurteilt wurden, gehörten mehr als 40 zu den zentralen Aktivisten innerhalb des Proyecto Varela, darunter 23 führende Mitglieder der MCL.

#### Der Nationale Dialog und dasPrograma Todos Cubanos
Payá und andere Demokratie-Aktivisten starteten 2003 den Nationalen Dialog (Diálogo Nacional), an dem sich innerhalb und außerhalb Kubas mehr als 12.000 Kubaner in 3.000 Diskussionsgruppen beteiligten. Als Ausgangspunkt der Diskussionen wurde ein Arbeitsdokument verwendet. Die Anmerkungen und Vorschläge der Diskussionsgruppen wurden systematisch ausgewertet und flossen in das „Programm (für) Alle Kubaner“ (Programa Todos Cubanos) ein. Ziel war ein friedlicher und demokratischer Wandel in Kuba. Payá stellte das Ergebnis 2006 der Öffentlichkeit vor.

#### Proyecto Heredia und Entwurf für ein Amnestiegesetz
Im Dezember 2007 übergab Payá der kubanischen Nationalversammlung einen Gesetzesentwurf zu einer menschenrechtskonformen Neuregelung des Reiserechts unter dem Namen „Proyecto Heredia“. Das auch als „Gesetz der nationalen Wiederbegegnung“ bezeichnete Projekt ist nach dem kubanischen Nationaldichter José María Heredia (1803–1839) benannt, der vor allem für die künstlerische Verarbeitung der Erfahrung des Exils berühmt wurde. Der Gesetzentwurf sieht die Abschaffung der bestehenden Einschränkungen beim Verlassen und Betreten des Staatsgebietes vor, die entgegen den ausdrücklichen Vorgaben der Verfassung (Artikel 63) einerseits vielen Inlandskubanern das Recht auf Auslandsreisen und andererseits vielen Auslandskubanern das Recht auf Einreise in die Heimat verwehren. Die kubanischen Behörden beantworteten die Initiative mit Einschüchterungsmaßnahmen, mit denen die Aktivisten vom Werben für das Projekt abgebracht werden sollten.
Ebenfalls im Dezember 2007 übersandte Payá dem Präsidenten der Nationalversammlung den Entwurf zu einem Amnestiegesetz, das die Freilassung aller gewaltlosen politischen Gefangenen regeln sollte.

#### El Camino del Pueblo
Im Juli 2011 präsentierte Payá das Dokument „El Camino del Pueblo“ (deutsch: Der Weg des Volkes), das einen Grundsatzentwurf für einen friedlichen Wandel des politischen Systems in Kuba darstellt. Es war im Dialog mit prominenten Regierungsgegnern innerhalb wie außerhalb des Landes und unterschiedlicher politischer Überzeugungen entstanden und soll als gemeinsame, mehrheitsfähige Basis für die bisher stark zersplitterte Opposition dienen. Kern ist die Forderung nach konkreten Gesetzesänderungen zur Sicherstellung der Meinungs-, Presse-, Versammlungs- und Religionsfreiheit, außerdem das Recht auf freie Ein- und Ausreise aus dem Heimatland sowie das Recht, sich frei wirtschaftlich zu betätigen. In einem zweiten Schritt soll ein neues Wahlgesetz die freie Wahl von Repräsentanten auf allen Ebenen sowie die Einberufung einer Verfassungsgebenden Versammlung ermöglichen. Payá und seine Mitstreiter wollen das Dokument einer größtmöglichen Öffentlichkeit zur Kenntnis geben und werben seit Veröffentlichung um Unterzeichner und Kommentare. Zu den prominentesten Unterstützern des Projekts gehören Martha Beatriz Roque, Elizardo Sánchez Santacruz, Guillermo Fariñas, Yoani Sánchez, Dagoberto Valdés, José Daniel Ferrer, Héctor Maseda Gutiérrez und Laura Pollán. Bekanntester Gegner des Dokuments ist der am rechten bzw. jegliche Dialogabsicht mit der Regierung verurteilenden Rand des kubanischen Oppositionsspektrums verortete Oscar Elías Biscet, der den Entwurf kurz nach Veröffentlichung als „ausgesprochen sozialistisch“ ablehnte, es diene einer bloßen „Fortsetzung des Kommunismus“.

#### Profil
Im Gegensatz zu einigen anderen kubanischen Dissidenten akzeptierte Oswaldo Payá keine Unterstützung durch die Regierung der Vereinigten Staaten und lehnte die Formulierung eines Übergangsprogramms für Kuba durch die US-Regierung nachdrücklich ab. Er sprach sich gegen das derzeitige Handelsembargo aus und legte Wert auf die Erhaltung wesentlicher Errungenschaften der Revolution, wie den allgemeinen Zugang zu einem öffentlich finanzierten Bildungs- und Gesundheitssystem. Das Programa Todos Cubanos wurde insbesondere vom rechten Flügel der Exilkubaner kritisiert, da es im Ausland lebende Kubaner von einer Teilnahme an den ersten Wahlen nach einem eventuellen Systemwechsel ausschließen würde, im Gegensatz beispielsweise zu auf Kuba lebenden Mitgliedern der Kommunistischen Partei. Auch Payás immer bekräftigte Bereitschaft zum Dialog mit der kubanischen Führung und der Glaube an die Möglichkeit eines politischen Wandels mit friedlichen Mitteln trennte ihn von vielen vor allem in Südflorida angesiedelten Hardlinern der kubanischen Castro-Gegner.
Als praktisch einzige Führungsperson der kubanischen Opposition verfolgte er die Strategie, sich innerhalb des vom Revolutionsregime vorgegebenen rechtlichen und politischen Systems zu betätigen.
Obwohl die kubanische Regierung seine politischen Aktivitäten weitgehend tolerierte und ihm einige Auslandsreisen genehmigt wurden, berichtete Payá von häufigen Einschüchterungsversuchen gegen sich und seine Familie, darunter gewalttätigen Actos de Repudio. Von Kritikern inner- und außerhalb Kubas wurde Payá häufig seine im Juni 2002 an internationale Presseagenturen versandte Stellungnahme vorgehalten, in der er den Militärputsch gegen den venezolanischen Präsidenten Hugo Chávez begrüßte und die Anlass bot, an der Nachhaltigkeit seines Demokratieverständnisses zu zweifeln. Von Staatspräsident Fidel Castro wurde Payá in einer Fernsehansprache nach der Verhaftungswelle des sogenannten „Schwarzen Frühlings“ 2003 als „konterrevolutionärer Rädelsführer“ bezeichnet, der mit der gegen Kuba gerichteten, aggressiven Politik der USA kollaboriere.
In den letzten Jahren hatten andere kubanische Kritiker der Castro-Regierung Oswaldo Payá an internationaler Medienpräsenz übertroffen, insbesondere die seit 2008 weltweit bekannt gewordene Bloggerin Yoani Sánchez sowie die nach der Verhaftung ihres regierungskritischen Ehemannes 2003 zur Menschenrechtsaktivistin gewordene Laura Pollán mit der von ihr bis zu ihrem Tod 2011 angeführten Frauengruppe Damas de Blanco. Außerdem hatte sich die kubanische katholische Kirche seit 2008 verstärkt mit einem unabhängigen Kurs als eigenständiger gesellschaftlicher Akteur im politischen Dialog mit der Regierung etabliert und Payá damit einen Teil seiner traditionell in der Kirche verankerten Legitimationsbasis entzogen. Payá blieb jedoch als Anführer der größten Oppositionsbewegung innerhalb Kubas bis zu seinem Tod einer der bekanntesten und einflussreichsten Dissidenten der Insel.

## Todesumstände
Payá starb am 22. Juli 2012 im Alter von 60 Jahren, als das Auto, in dem er rund 22 km außerhalb der ostkubanischen Stadt Bayamo auf der Carretera Central unterwegs war, unter bisher ungeklärten und umstrittenen Umständen von der Fahrbahn abkam und seitlich gegen einen Baum prallte. Mit ihm starb der 31-jährige kubanische Dissident Harold Cepero, Leiter der Jugendabteilung der von Payá geführten Bewegung MCL. Zwei weitere Mitinsassen, der 27-jährige Vizesekretär der Jugendorganisation der Partido Popular Spaniens, Ángel Carromero, der den Mietwagen lenkte, und der gleichaltrige Präsident von Schwedens Christdemokratischem Jugendverband, Aron Modig, wurden bei dem Aufprall leicht verletzt.

### Darstellung der Angehörigen
Payás Tochter, Rosa María Payá, erhob unter Berufung auf Berichte, die sie von Vertrauten der beiden Überlebenden in Europa erhalten habe, den Vorwurf, das Fahrzeug ihres Vaters sei von einem anderen Fahrzeug absichtlich gerammt und so von der Straße abgedrängt worden. Ihr Bruder Oswaldo ergänzte am Tag darauf gegenüber der BBC, die beiden Europäer hätten unmittelbar nach dem tödlichen Aufprall ihre Vorgesetzten in Spanien und Schweden verständigt und dabei gesagt, ein Lastwagen habe ihr Auto bis zum Abdrängen von der Fahrbahn mehrmals gerammt. Im Krankenhaus seien sie dann von jeder Kommunikationsverbindung nach außen abgeschlossen gewesen. Die Familie glaube nicht daran, dass es sich um einen Unfall gehandelt habe. Ofelia Acevedo, Payás Witwe, wies darauf hin, dass ihr Ehemann mehrfach Morddrohungen erhalten habe, und erklärte, die Familie habe einen solchen Vorfall befürchtet und wie Payá selbst damit gerechnet, dass er jederzeit eintreten könne. Zur kontroversen, von der Familie verbreiteten Information, nach der das Auto gerammt worden sei, präzisierte sie zwei Tage später, eine schwedische Freundin, deren Identität sie nicht angab, habe sie informiert, dass Aron Modig per SMS in sein Heimatland berichtet habe, dass das Auto verunglückt sei, nachdem es mehrfach von einem anderen Fahrzeug gerammt worden sei. Eine übereinstimmende Information habe sie auch von Regis Iglesias erhalten, dem im spanischen Exil lebenden Sprecher der MCL, der ihr mitteilte, einer der beiden Europäer habe direkt nach dem tödlichen Vorfall Kontakte in Madrid angerufen und über das Rammen und den Zusammenstoß berichtet. Sie habe bereits spanische und schwedische Diplomaten darum gebeten, direkt mit Modig und Carromero sprechen zu dürfen, um zuverlässige Informationen zum Tod ihres Mannes zu erhalten. Am 31. Juli berichtete die Familie, von im Krankenhaus von Bayamo arbeitenden Freunden die Information erhalten zu haben, dass sich ein im offiziellen Untersuchungsbericht unerwähnter roter Lada in unmittelbarer Nähe des zerstörten Hyundai aufgehalten habe, dessen Insassen Carromero am Unfallort aus dem Wrack geholfen und anschließend per Mobiltelefon den Notarzt verständigt hätten.
Oswaldo Payás Bruder Carlos sagte am 23. Juli, dass der ungeklärte Todesfall nicht der erste seiner Art sei, außerdem sei sein Bruder bereits im vorangegangenen Monat am Stadtrand von Havanna in einen ähnlichen Unfall verwickelt gewesen, bei dem ein Lastwagen seinen Kleinbus gerammt habe, wobei das Fahrzeug umgekippt sei. Payá habe diesen vermeintlichen Verkehrsunfall unverletzt überstanden und nicht öffentlich machen wollen. Oswaldo Payá hatte es in einer im Juni verschickten und nach seinem Tod teilweise veröffentlichten privaten E-Mail als „sehr wahrscheinlich“ bezeichnet, dass es sich dabei nicht um einen Unfall, sondern um einen Anschlag auf sein Leben und seine Familie handelte.
Die Oppositionsbewegung MCL forderte von den kubanischen Behörden eine transparente Untersuchung der Umstände der beiden Todesfälle und bat die internationale Gemeinschaft um Unterstützung in dieser Forderung. Neun Monate zuvor war die ebenso prominente Regierungsgegnerin Laura Pollán, Sprecherin der Menschenrechtsgruppe Damas de Blanco, plötzlich und unerwartet an einer seltenen Virusinfektion gestorben, was führende Dissidenten ebenfalls zu Mutmaßungen über mögliche Manipulationen von Regierungsseite veranlasst hatte.

### Darstellung der kubanischen Behörden
Von Seiten offizieller Stellen war von Anfang an von einem Unfall die Rede. Zur Unfallursache hieß es unter Berufung auf nicht genannte Augenzeugen zunächst lediglich, der Fahrer des Unfallwagens habe die Kontrolle über das Fahrzeug verloren. In der zunächst einzigen offiziellen Meldung hieß es, der Unfall werde von den Behörden untersucht. Drei Tage nach dem Tod ihres Mannes berichtete Ofelia Acevedo, ein mit dem Fall befasster Polizeiermittler, der den Leichnam von Bayamo zur Gerichtsmedizin nach Havanna begleitet hatte, habe ihr mündlich mitgeteilt, Oswaldo Payá sei an Kopfverletzungen infolge eines Verkehrsunfalls gestorben, an dem kein weiteres Fahrzeug beteiligt gewesen sei. Es gebe nach seiner Auskunft zwei Zeugen, die gesehen hätten, dass das Auto mit hoher Geschwindigkeit unterwegs gewesen und an einem mit Erdboden bedeckten Streckenabschnitt ins Schleudern geraten sei, an dem der normale Straßenbelag wegen Reparaturarbeiten gefehlt habe. Ihr Mann sei sofort gestorben, Harold Cepero kurz nach dem Eintreffen im Krankenhaus von Bayamo. Sie habe für diese Aussagen keine Beweise erhalten, die Ermittlungen liefen weiter. Der Polizist habe ihr jedoch gesagt, „dass die Revolution[sregierung] niemanden umbringe“. Die Darstellung des Ermittlers wurde durch eine am 27. Juli von den kubanischen Medien im Internet verbreitete offizielle Erklärung des kubanischen Innenministeriums bestätigt: Demnach habe Carromero das Fahrzeug durch eine abrupte Bremsung ins Schleudern gebracht, kurz nachdem das Auto mit extremer Geschwindigkeit den Bereich der durch die Ausbesserungsarbeiten rutschig gewordenen Fahrbahn erreicht hatte. Dies sei durch die Augenzeugenberichte dreier namentlich genannter Verkehrsteilnehmer bestätigt worden. Carromero habe in seiner Befragung angegeben, sich nicht erinnern zu können, einen Warnhinweis auf die Fahrbahnschäden gesehen zu haben, während Modig ausgesagt habe, bis zum Zeitpunkt der Bremsung und des seitlichen Ausscherens des Autos gedöst zu haben. Der Vorgang der Ermittlungen und strafrechtlicher Anklageerhebung laufe weiter.
Die kubanischen Behörden präsentierten am 30. Juli ein Video zum Vorfall, in dem Carromero und ein kubanischer Augenzeuge die offizielle Darstellung bestätigten und außerdem Originalbilder und Rekonstruktionen vom Ort des Geschehens zu sehen waren. Modig erklärte, keine Erinnerung an die Situation zu haben, bevor das Auto unkontrolliert auf den Baum zugerast sei. Seine Erinnerungslücken seien entweder auf die Möglichkeit zurückzuführen, dass er wie zumindest auf einem Teil der Strecke auch zum fraglichen Zeitpunkt geschlafen habe, oder auf den durch den Aufprall erlittenen Schock. Am selben Tag fand eine Pressekonferenz mit dem zu diesem Zeitpunkt wie Carromero noch unter Arrest befindliche Modig statt, auf der er gegenüber kubanischen und internationalen Journalisten wiederholte, keine Erinnerung an einen fraglichen zweiten Wagen zu haben. Kurz darauf wurde Modig die Ausreise gestattet.
Nachdem eine zunächst von seiner Partei für drei Tage nach seiner Rückkehr nach Schweden angesetzte und mit Spannung erwartete Pressekonferenz mit Modig unter Hinweis auf die in Kuba noch gegen Carromero laufenden Strafermittlungen abgesagt wurde, äußerte sich Modig erst am 10. August in einem Zeitungs- und einem Radiointerview: Er wiederholte, dass er sich an Einzelheiten des vermutlichen Unfalls nicht erinnern könne, sondern lediglich daran, dass der Wagen von der Fahrbahn abgekommen und er später in einem Krankenwagen wieder zu Bewusstsein gelangt sei.
Am 3. August wurde bekannt, dass in Spanien bereits ein Verwaltungsverfahren zum Entzug von Carromeros Fahrerlaubnis eingeleitet worden war, dem eine Geschwindigkeitsüberschreitung vom August 2009 und ein späteres Telefonieren mit dem Mobiltelefon am Steuer zugrunde lag. Die entsprechende Verfügung der Verkehrsbehörde der Stadt Madrid wurde jedoch erst im Oktober 2012 wirksam. Im Oktober wurde Carromero in Bayamo wegen fahrlässiger Tötung Payás und Ceperos zu einer vierjährigen Haftstrafe verurteilt, nachdem der Staatsanwalt sieben Jahre Haft gefordert hatte.
Ende Dezember durfte Carromero Kuba verlassen, um den Rest seiner Haftstrafe in Spanien zu verbüßen. Gleichzeitig erneuerte die Familie Payás ihre Forderung nach einer unabhängigen Untersuchung der Todesumstände und ihre Bemühungen um eine Aufklärung der im Rahmen des kubanischen Gerichtsverfahrens unbeantwortet gebliebenen Fragen.

### Bericht der Interamerikanischen Kommission für Menschenrechte 2023
Die Interamerikanische Kommission für Menschenrechte stellt in einem Bericht zu dem Fall vom 9. Juni 2023 unter anderem fest, es gebe „mehrere Indizien für die Verwicklung von Staatsbediensteten in den Tod von Herrn Payá und Herrn Cepero“ (“multiple pieces of evidence related to the participation of state agents in the death of Mr. Payá and Mr. Cepero”) und urteilte, dass Kuba etliche grundlegende Rechte von Payá, Cepero und Carromero verletzt habe. Der in Kuba als Unfallverursacher verurteilte spanische Fahrer Carromero erklärte laut dem Bericht, er sei durch Schläge zu seiner Aussage gezwungen worden, den Unfall selbst verursacht zu haben.

## Reaktionen auf den Tod
Der Tod des prominenten Oppositionellen Payá wurde in den Abendnachrichten des staatlichen Fernsehens und Hörfunks nicht vermeldet. Die Montagsausgabe der staatlichen Tageszeitung Granma erwähnte jedoch in einer knappen Meldung unter der Überschrift „Zwei Personen kommen bei bedauerlichem Verkehrsunfall in der Provinz Granma ums Leben“ Payás Namen sowie die der anderen drei Fahrzeuginsassen, ohne auf Payás bei vorangegangenen Gelegenheiten im selben Blatt wiederholt deutlich verurteilte, prominente Oppositionstätigkeit hinzuweisen.
Zahlreiche ausländische Persönlichkeiten und Institutionen sprachen der Familie ihr Beileid aus und würdigten das Lebenswerk Payás, darunter Papst Benedikt XVI., US-Präsident Barack Obama, die Regierungen Mexikos, Kanadas, Chiles, und Frankreichs, die EU-Außenbeauftragte Catherine Ashton und der Präsident des Europäischen Parlaments, Martin Schulz. Für Deutschland drückte der Menschenrechtsbeauftragte der Bundesregierung, Markus Löning, seine Anteilnahme aus, des Weiteren kondolierte der Leiter der Konrad-Adenauer-Stiftung und ehemalige Präsident des Europaparlaments Hans-Gert Pöttering. Der stellvertretende Vorsitzende der CDU/CSU-Bundestagsfraktion, Arnold Vaatz, erhob darüber hinaus die Forderung nach einer Untersuchung der Todesumstände durch einen unabhängigen internationalen Ermittler.
Äußerungen der Anteilnahme kamen aus dem gesamten Spektrum der kubanischen Opposition innerhalb und außerhalb Kubas sowie von den höchsten Kirchenvertretern. Zur Aufbahrung des Leichnams in der Gemeindekirche Payás, der von Kardinal Jaime Ortega am 24. Juli geleiteten Trauerfeier und dem anschließenden Begräbnis fanden sich Hunderte von Besuchern ein, darunter viele der prominentesten Castro-Kritiker der Insel, Vertreter mehrerer ausländischer Botschaften sowie zahlreiche Medienvertreter. Die kubanischen Behörden zeigten mit einem Großaufgebot an Polizeibeamten sowie paramilitärischen Einheiten in Zivil Präsenz und ließen im Anschluss an die Trauerfeier rund 50 Dissidenten verhaften (darunter den Sacharow-Preisträger Guillermo Fariñas), auf verschiedene Polizeistationen verteilen und dort zwischen wenigen Stunden und einem Tag lang festhalten und anschließend ohne Anklage freilassen.
Nach Payás Tod trat seine Tochter Rosa María in die Öffentlichkeit und setzte seine Oppositionsarbeit auf ihre Art fort.

## Auszeichnungen
Oswaldo Payá war 2002 Träger des Sacharow-Preises des Europäischen Parlaments. Die Verleihung war damals von der konservativen Parlamentsmehrheit erstmals gegen das bis dahin geltende Konsensprinzip durchgesetzt worden, die sozialdemokratische Minderheitsfraktion reklamierte aber später für sich das Verdienst, die kubanischen Behörden zur Genehmigung von Payás Reise zur Preisverleihung bewegt zu haben. 2011 wurde er nach 2002, 2003, 2008 und 2010 bereits zum fünften Mal für den Friedensnobelpreis vorgeschlagen. 2008 wurde der Vorschlag von Abgeordneten sechs verschiedener Parteien des schwedischen Parlaments unterstützt.
Er erhielt 1999 den Preis „Homo Homini“ der tschechischen Nichtregierungsorganisation People in Need und 2003 den Averell-Harriman-Preis des amerikanischen National Democratic Institute. Ebenfalls 2003 erhielt er die „Medalla Manuel Carrasco i Formiguera“ der katalanischen christdemokratischen Partei Unió Democràtica de Catalunya (UDC). 2007 wurde ihm der Freiheitspreis „Encina de la Libertad“ der Jugendorganisation Nuevas Generaciones der konservativen spanischen Partido Popular in der autonomen Gemeinschaft Extremadura zuerkannt. Die University of Miami sowie die Columbia-Universität in New York verliehen Payá 2002 und 2005 jeweils die Ehrendoktorwürde.
Posthum würdigte ihn 2014 die spanische Nichtregierungsorganisation HazteOir.org mit ihrem „Premio HO“. Im Dezember 2012 beschloss der Rat der Gemeinde Las Rozas de Madrid auf Vorschlag der Unión Progreso y Democracia (UPyD), eine zukünftige Straße oder einen öffentlichen Platz nach Payá zu benennen. Ebenfalls auf Initiative der UPyD beschloss das Stadtparlament Madrids im Januar 2013 die Benennung einer Straße der Hauptstadt nach Payá. Im Sommer 2013 rief die spanische Volkspartei (Partido Popular) ihm zu Ehren den Oswaldo-Payá-Preis ins Leben, mit dem Kämpfer für Freiheiten, Menschenrechte und Demokratie ausgezeichnet werden sollen. Erste Empfängerin war im September 2013 Payás Witwe Ofelia Acevedo.

## Filme
- Night Is Not Eternal, Dokumentarfilm, 2024[93]